# Anthospermum asperuloides
Anthospermum asperuloides là một loài thực vật]] thuộc họ Rubiaceae. Loài này có ở Cameroon và Guinea Xích Đạo. Môi trường sống tự nhiên của chúng là đồng cỏ khô nhiệt đới hoặc cận nhiệt đới vùng đất thấp.